# Odpadkový koš

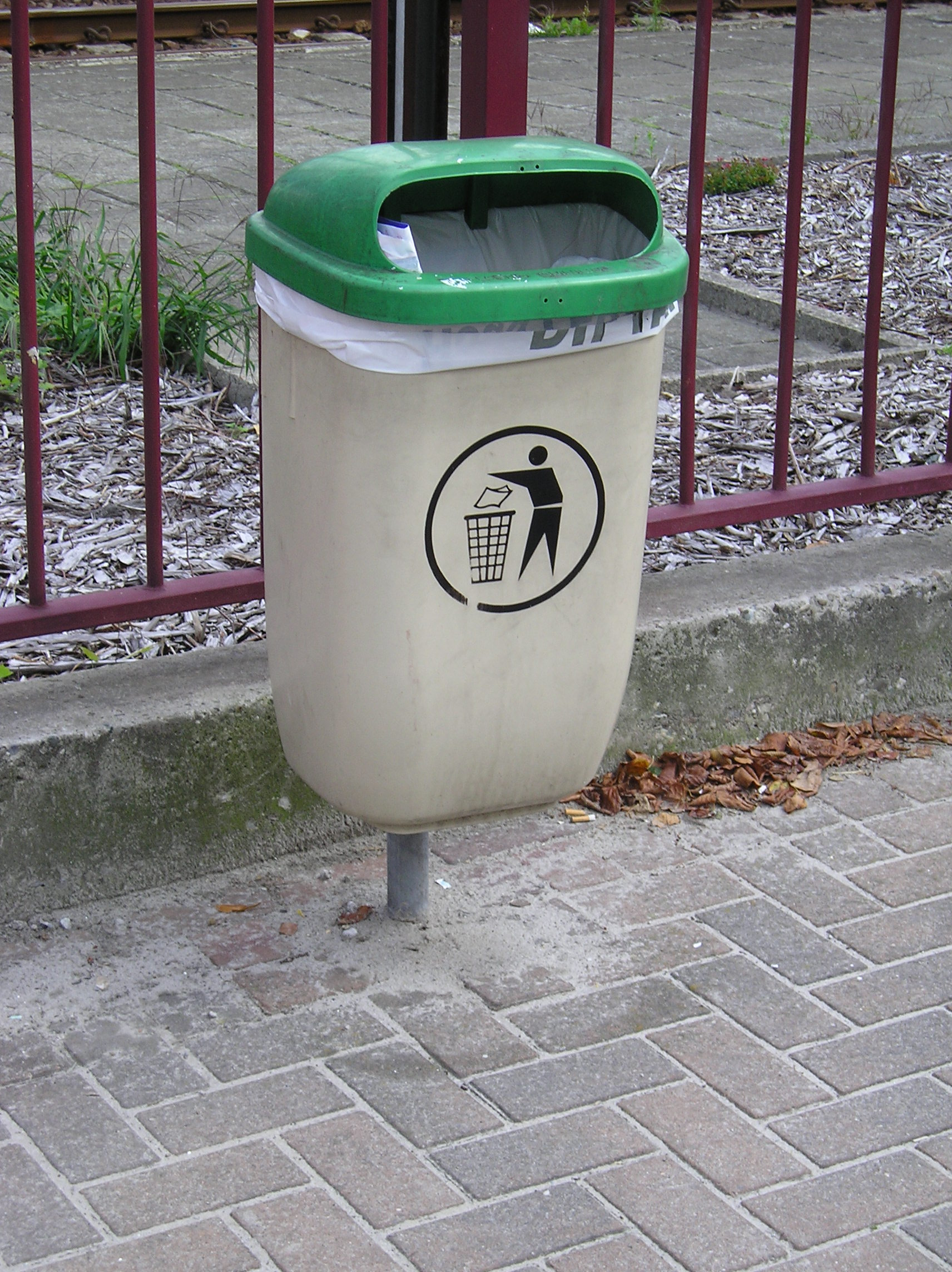
Pouliční odpadkový koš

Odpadkový koš je nádoba, která bývá umístěna v místnosti (kuchyně, kancelář apod.) nebo na veřejném prostranství a která slouží k odkládání drobných odpadků (například různých obalů, zbytků apod.). Odpadkové koše bývají umístěny i v některých běžných veřejných dopravních prostředcích (např. ve vlaku či v autobusu). V prostorách pražského metra byly odpadkové koše úmyslně odstraněny po útocích z 11. září 2001 z bezpečnostních důvodů kvůli častým anonymním telefonickým výhrůžkám teroristickými útoky. Na jaře 2010 byly do některých stanic odpadkové koše vráceny, avšak jedná se o koše, které by měly zamezit či alespoň výrazně snížit újmy na životech, zdraví či majetku způsobené potenciálními teroristy.
V některých vyspělých zemích jsou místo standardních košů na netříděný odpad rozmisťovány koše s dělenými přihrádkami pro odlišné druhy odpadu (papír, plasty, hliník aj.) za účelem jeho recyklování.